# Trinity (Band)

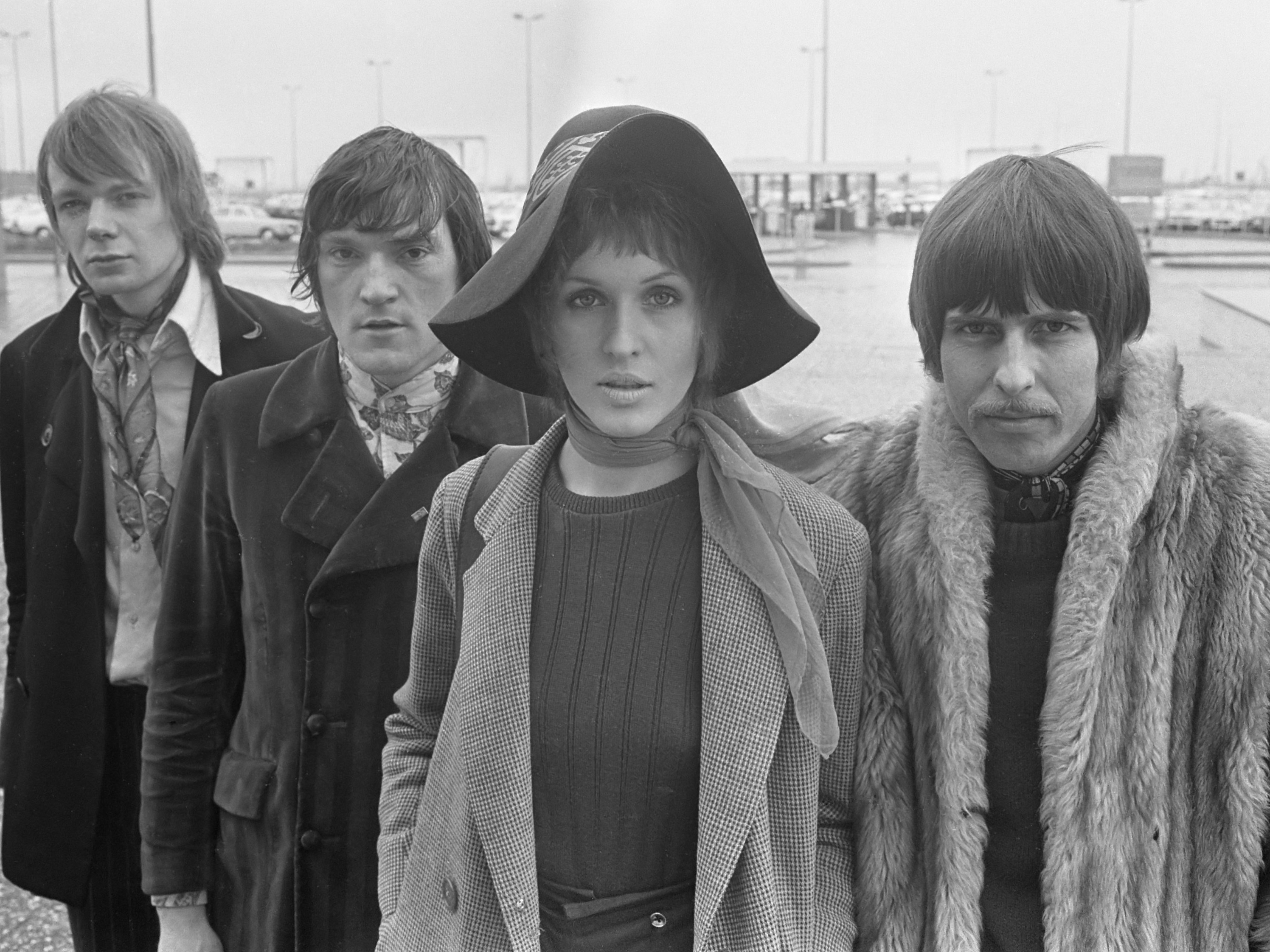
Julie Driscoll, Auger & the Trinity (1968)

Trinity war eine britische Rockband, von Brian Auger 1966 nach der Auflösung von Steampacket gegründet.
Die ursprüngliche Besetzung von Trinity bestand neben Brian Auger (Hammond-Orgel und Keyboards) aus Julie Driscoll (Gesang), Dave Ambrose (Bass), Clive Thacker (Schlagzeug) und Gary Boyle (Gitarre). Trinity hatte einige Hiterfolge, darunter Save Me (1967), Road To Cairo (1969) und vor allem This Wheel's On Fire (1968). Ihre Version des Doors-Klassikers Light My Fire, die auf dem Album Streetnoise (1969) zu finden ist, wurde von vielen Hip-Hop-Künstlern gecovert (so z. B. von Scarface auf I Seen a Man Die, von Organized Konfusion auf Why, von Common auf The Bitch in Yoo, von Der Tobi & das Bo auf Wir sind die Besten sowie von The Brotherhood auf Goin' Undaground). Die Gruppe trat auf dem Montreux Jazz Festival 1968 auf.
1969 verließ Driscoll die Band, und Auger übernahm den Gesangspart. Allerdings ließ der Erfolg nach, und im September 1970 löste Auger die Band auf, um mit Oblivion Express neu anzufangen.

## Diskografie
- Open (1968)
- Streetnoise (1969)
- Definitely What (1969)
- Best of Julie Driscoll, Brian Auger and the Trinity (1970)
- Highlights of Brian Auger (1971)
- Julie Driscoll (1972)
- Live at Rockpalast (2024)